# 古比雪夫水庫
古比雪夫水庫是俄羅斯伏爾加河中游和卡馬河下游的水庫，位於楚瓦什共和國、馬里埃爾共和國、韃靼斯坦共和國、薩馬拉州和烏里揚諾夫斯克州，面積6,450平方公里，是歐洲最大的水庫和全球第三大水庫，水庫旁的城市有喀山、烏里揚諾夫斯克和陶里亞蒂。
左岸布置双线两级船闸，4个闸室宽30m，长290m。

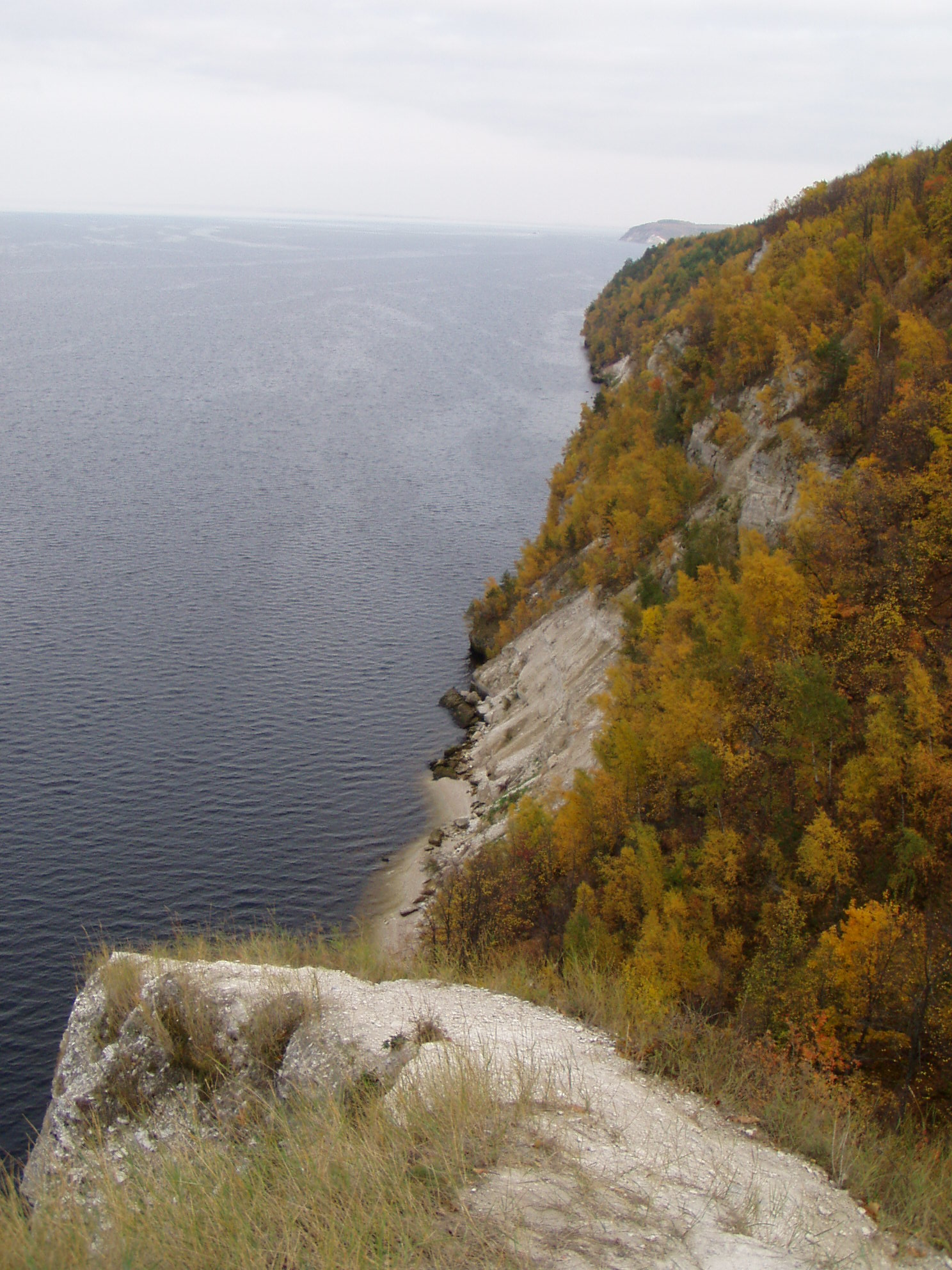
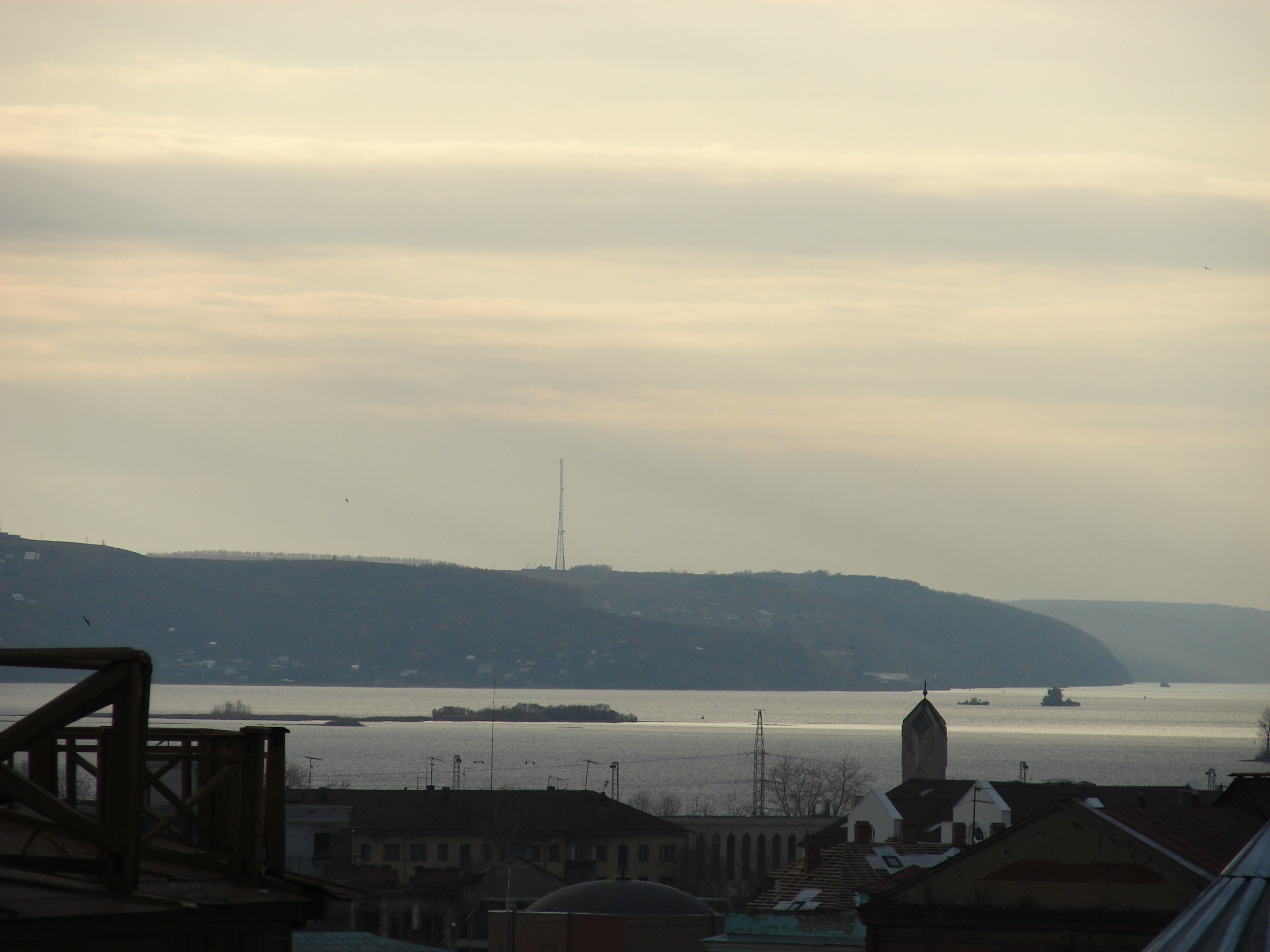
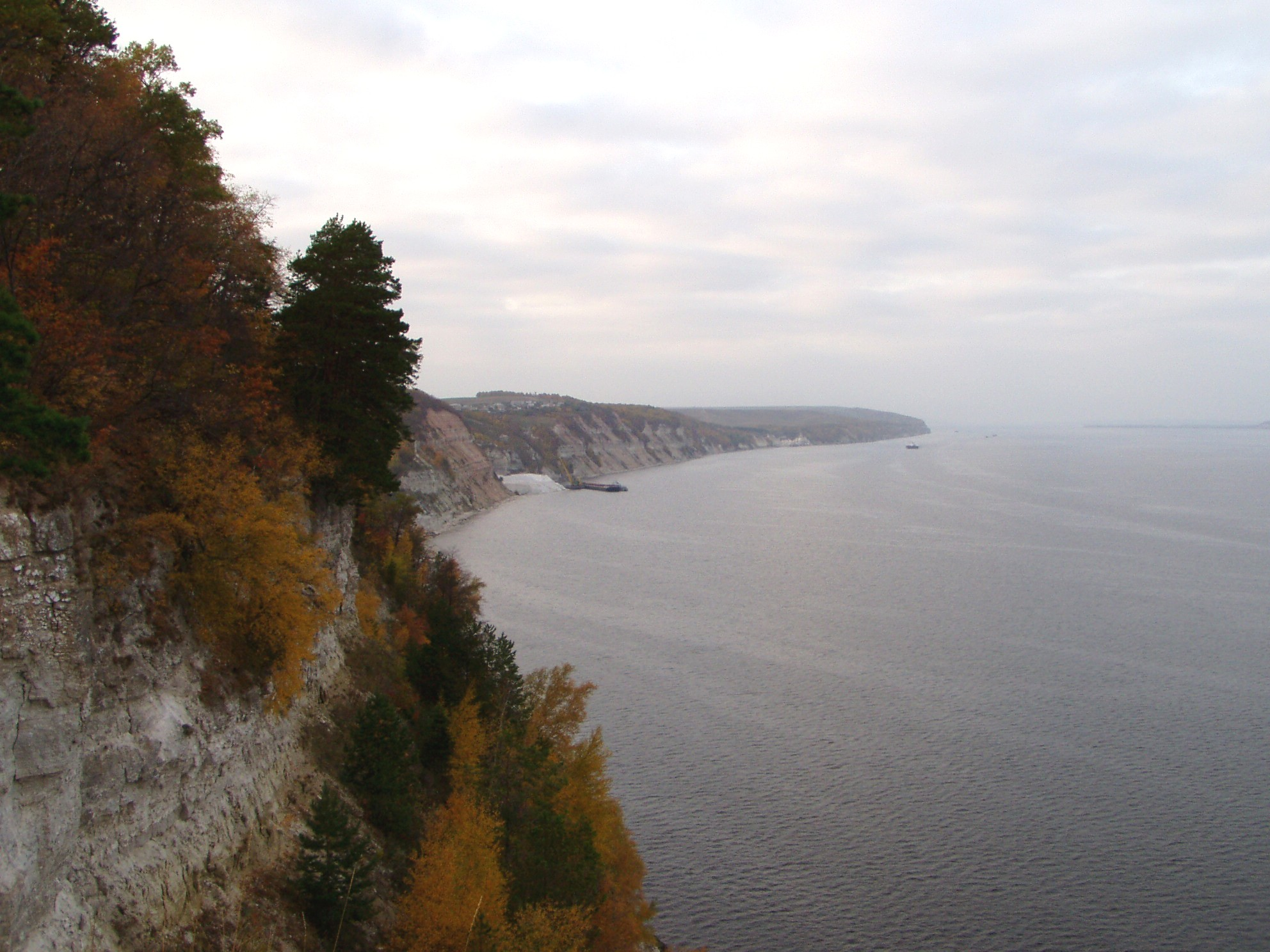